# Ferment
En biologie et en sciences agroalimentaires, un ferment est un terme générique désignant un micro-organisme responsable d'une fermentation et pouvant servir à ensemencer certains substrats afin de les modifier (pour des raisons alimentaires ou industrielles). 
Il peut par exemple s'agir de :
- bactéries lactiques, présentes naturellement dans le lait ou ajoutées pour la fabrication de laits fermentés, dont les yaourts, qui feront durcir ou coaguler le lait, par exemple :
  - Streptococcus thermophilus (43 °C)
  - Lactobacillus bulgaricus
  - Bifidobacterium
- bactéries sources d'acide acétique (produisant par exemple le vinaigre de vin ou d'alcool).
- champignons, comme la levure de bière.

On appelle ferment soluble une enzyme qui est produite par les micro-organismes responsables de la fermentation et qui en est la véritable cause (car elle peut produire la fermentation en l'absence d'agents vivants).
L'utilisation du mot ferment, ancienne, s'est raréfiée dans la littérature scientifique. 
Ce mot fut utilisé avant que l'on connaisse la nature vivante de l'agent causal de la fermentation ; à l'époque de Pasteur et au moins jusque dans les années 1950, on parlait aussi de mycoderme,.

Le mot « ferment » est de nos jours presque toujours mentionné seul sur les emballages des produits laitiers, sans précision de la nature microbienne spécifique du produit en question, cette dernière n'étant pas une obligation dans la loi sur l’étiquetage pour le consommateur (fromages, lait fermenté, crème fermentée…).